# Кидеганис
Кидеганис (груз. კიდეგანისმაღალი) — гора на востоке Главного Кавказского хребта, на границе северной окраины муниципалитета Душети и республики Ингушетия, на водоразделе рек Армхи и Асса. Главная вершина имеет высоту 4275 м, несколько второстепенных вершин.
Гора сложена из глиняных сланцев юры. Ледники. Фауна и флора, характерная для горной - луговой и ледниковой - нивально-гляциальной зоны.